# Верх-Падунское сельское поселение
Верх-Паду́нское се́льское поселе́ние — упразднённое муниципальное образование в Топкинском районе Кемеровской области. Административный центр — посёлок Верх-Падунский.

## История
Верх-Падунское сельское поселение образовано 17 декабря 2004 года в соответствии с Законом Кемеровской области № 104-ОЗ.

## Население
| 2010  | 2011  | 2012  | 2013  | 2014  | 2015  | 2016  |
| ----- | ----- | ----- | ----- | ----- | ----- | ----- |
| 1361  | ↘1360 | ↘1326 | ↘1318 | ↗1332 | ↘1282 | ↘1254 |
| 2017  | 2018  | 2019  |       |       |       |       |
| ↘1234 | ↘1212 | ↗1216 |       |       |       |       |

## Состав сельского поселения
| № | Населённый пункт  | Тип населённого пункта          | Население |
| - | ----------------- | ------------------------------- | --------- |
| 1 | Верх-Падунский    | посёлок, административный центр | 565       |
| 2 | Катково           | деревня                         | 130       |
| 3 | Магистральный     | посёлок                         | 422       |
| 4 | Среднеберезовский | посёлок                         | 69        |
| 5 | Тыхта             | деревня                         | 175       |